# Ertvelde United
Ertvelde United was een Belgische voetbalclub uit Ertvelde. De club was bij de KBVB aangesloten met stamnummer 9565 en heeft geel en zwart als kleuren. De club ontstond in 2011, één jaar na het verdwijnen van Sporting Ertvelde toen het dorp zonder voetbalclub viel.

## Geschiedenis
De club werd langzaam groter, na vier jaar Vierde Provinciale werd in de lente van 2015 de titel behaald in deze reeks en promoveerde United naar Derde Provinciale.
Dat bleek op dat moment nog te hoog gegrepen en via een voorlaatste plaats moest Ertvelde terug naar Vierde Provinciale.
Een jaar later werd men opnieuw kampioen en keerde men terug naar Derde Provinciale.
De ploeg was veel sterker dan bij de vorige promotie en kon zelfs een tweede opeenvolgende promotie maken. 
Tweede Provinciale bleek echter een te zware reeks te zijn en United moest terug naar Derde Provinciale.
In februari 2020 werd een fusie met DKW Evergem afgesloten, zelf een fusie van VV Wippelgem Sport met FC Doornzele-Kerkbrugge.
De nieuwe club draagt de naam Evergem 2020.